# Абдал (божество)
Абдал у цахуров, даргинцев, лакцев (Авдал), аварцев (Будуалы) — бог охоты, покровитель туров, диких коз, оленей.
Предполагается, что имя бога восходит к грузинской богине охоты Дали, культ которой, вероятно, существовал у горцев Дагестана. Функции Дали и были перенесены на мужское божество.
Абдал покровительствовал диким животным: пас и доил их, следил за умеренностью охотников, жестоко карая тех из них, кто убивал слишком много животных. Согласно поверьям, появление Абдала в виде белых зверя или человека предвещало охотнику неудачу. В случае же успешной охоты Абдалу жертвовали сердце и печень убитого животного; кости животного оставляли, чтобы из них бог смог оживить зверя. Кроме этого, Абдал мог вынимать из утробы женщины ещё не родившегося ребёнка — впоследствии он делал его пастухом туров.
У цахурцев вера в Абдала сохранилась, как описывает в своей статье Гарун Ибрагимов, основатель и создатель письменности двух братских народов — цахурцев и рутульцев:
К древним богам у цахурцев относится и Абдал. Он – бог охоты и покровитель туров, диких коз и оленей. У цахурцев  Абдал и ныне остаётся реальным существом. Только с него снята божественность. Но за ним сохраняются прежние качества в облике святого. Абдал существует в образе человека, он наг (гол), как были наги Адам и Ева. Заботится о горных турах и козах, пасёт и охраняет их, доит. Питается молоком диких коз. Допускает ограниченную  охоту  в  сезон  (август-октябрь).  Нарушителя  жестоко  наказывает  – посылает  смерть,  причём  в  муках.  Абдал  к  людям,  особенно  чабанам,  всегда доброжелателен, часто он их спасает от горной болезни, стужи, голода. Слово «Абдал» в цахурском языке получило и второе значение – блаженный.  Он наделён способностью оживить из костей животных.